# 松尾大社駅
松尾大社駅（まつおたいしゃえき）は、京都市西京区嵐山宮ノ前町にある、阪急電鉄嵐山線の駅。駅番号はHK-97。
駅名の由来となった松尾大社の正式な読みは「まつのおたいしゃ」であるが、駅名は通称の「まつおたいしゃ」の読みを採用している。

## 歴史
- 1928年（昭和3年）11月9日：新京阪鉄道嵐山線開通と同時に、松尾神社前駅（まつおじんじゃまええき）として開業[2][3]。
- 1930年（昭和5年）9月15日：会社合併により京阪電気鉄道の駅となる[2]。
- 1943年（昭和18年）10月1日：会社合併により京阪神急行電鉄（現在の阪急電鉄）の駅となる[2]。
- 1944年（昭和19年）1月9日：資材供出のため嵐山線全線単線化。棒線駅となる。
- 1948年（昭和23年）1月1日：松尾駅（まつおえき）に改称[2][3]。
- 1950年（昭和25年）3月13日：駅構内の片線を復活させ、行き違い駅となる[4]。
- 1979年（昭和54年）11月28日：自動券売機設置（阪急電鉄で最後まで残った有人出札駅であった）[5]。
- 2013年（平成25年）12月21日：松尾大社駅に改称[6]。同時に駅番号導入[6]。
- 2017年（平成29年）3月25日：桂方面のりばの改札口使用開始[7]。

## 駅構造
相対式ホーム2面2線を有し、交換設備を備えた地上駅。松尾橋西詰、松尾大社前交差点東南角に位置する。かつて、駅舎（改札口）は嵐山行ホーム嵐山寄りにしかなかったが、バリアフリー化のため2017年3月25日より反対側の桂方面ホームにも新たに改札口が設置された。両側のホームは地下道で行き来することができる。
トイレは西改札内にあるが、10月中旬までリニューアル工事が実施される。

### のりば
| 号線 | 路線    | 方向 | 行先                           |
| ---- | ------- | ---- | ------------------------------ |
| 1    | ■嵐山線 | 上り | 嵐山行き                       |
| 2    | ■嵐山線 | 下り | 桂・京都・大阪・神戸・宝塚方面 |

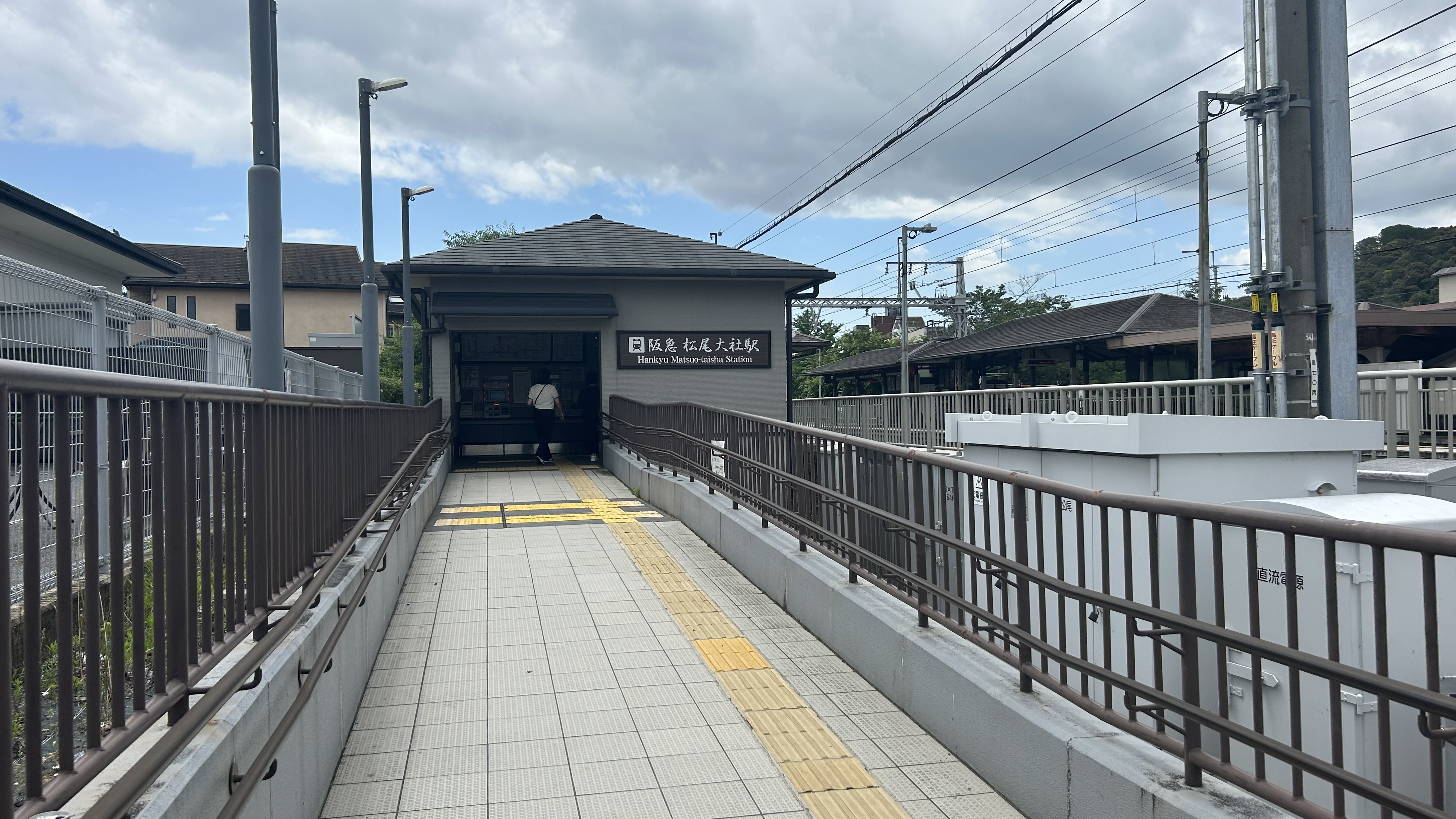
東口
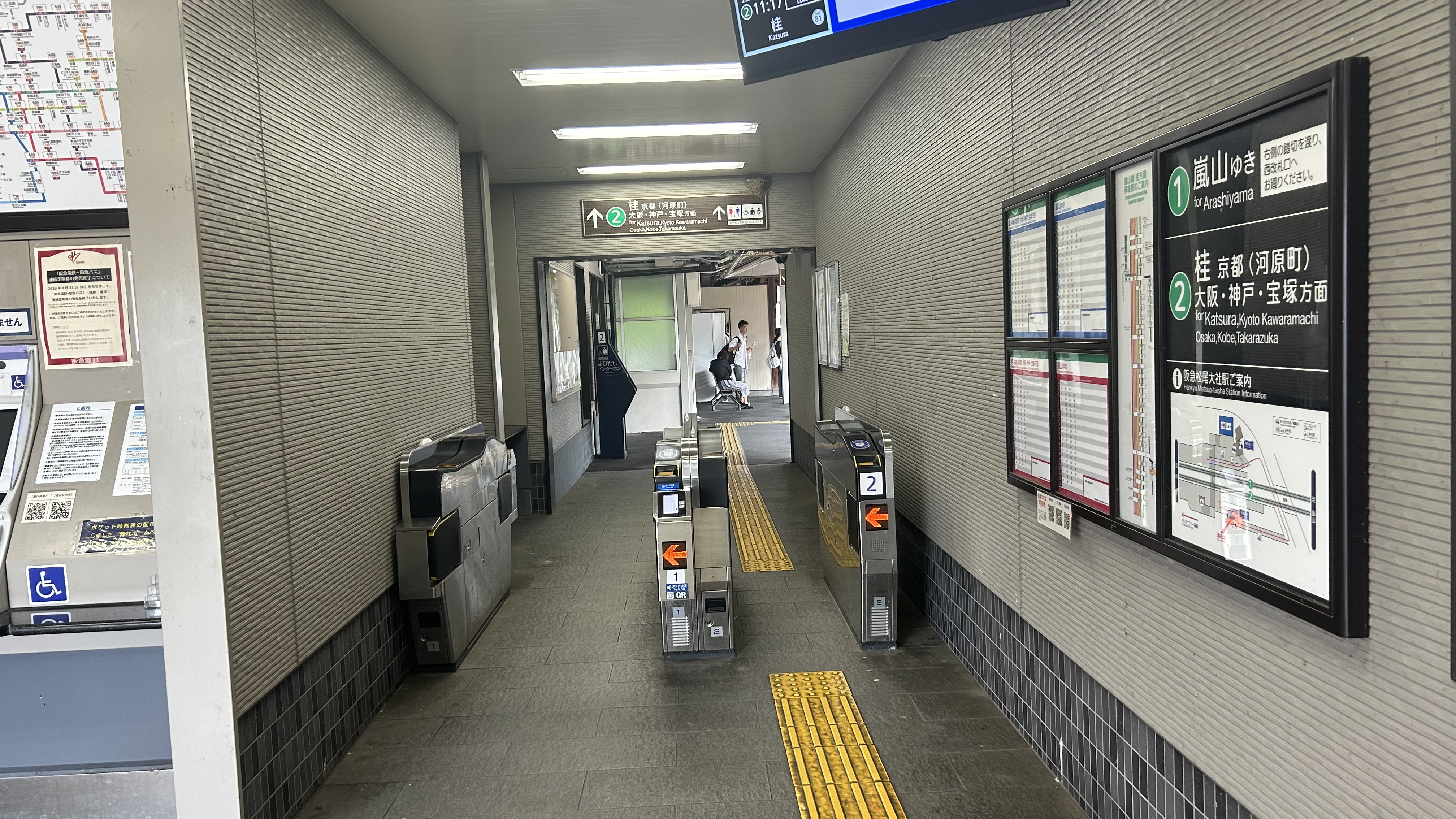
東改札口
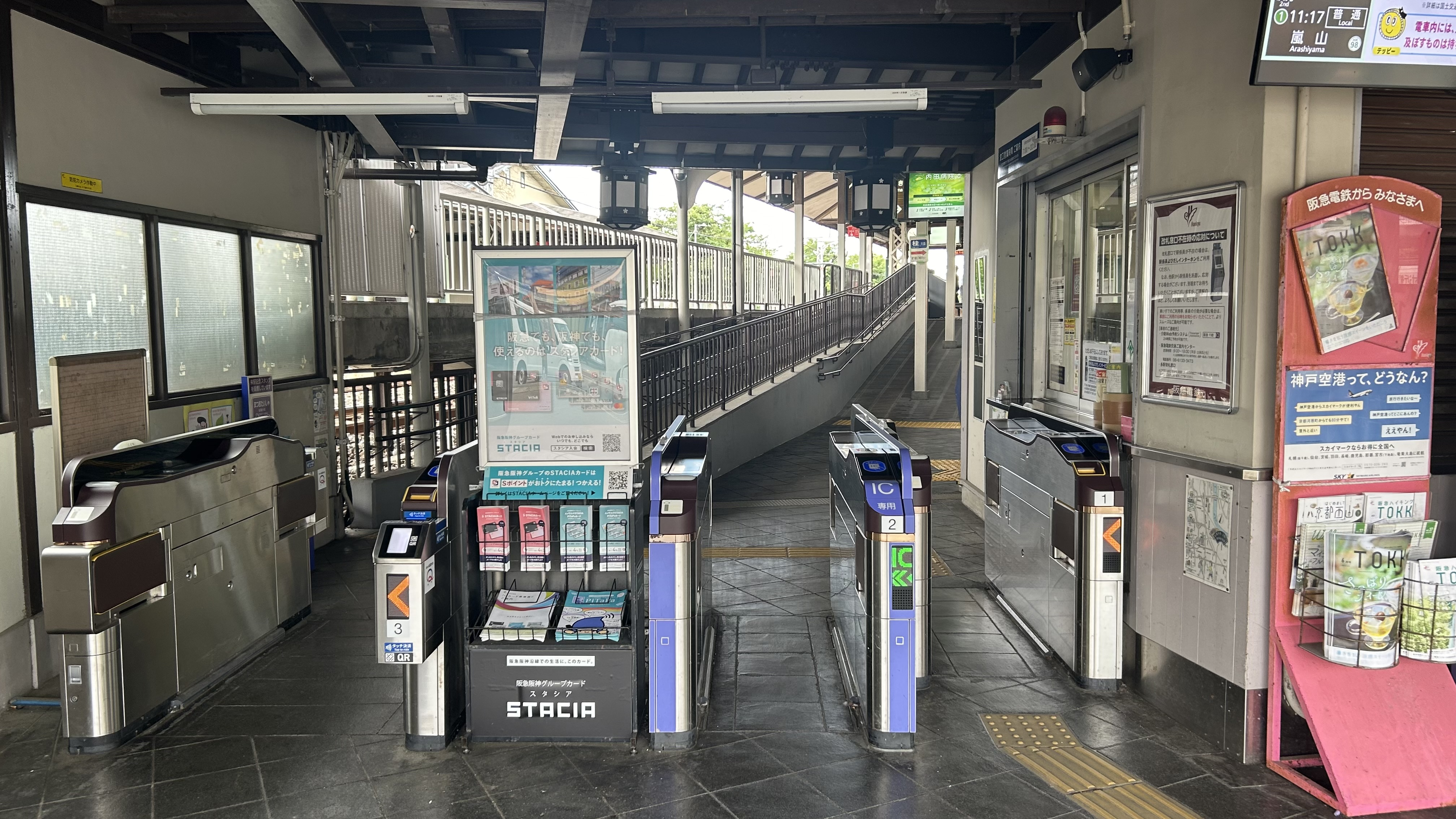
西改札口
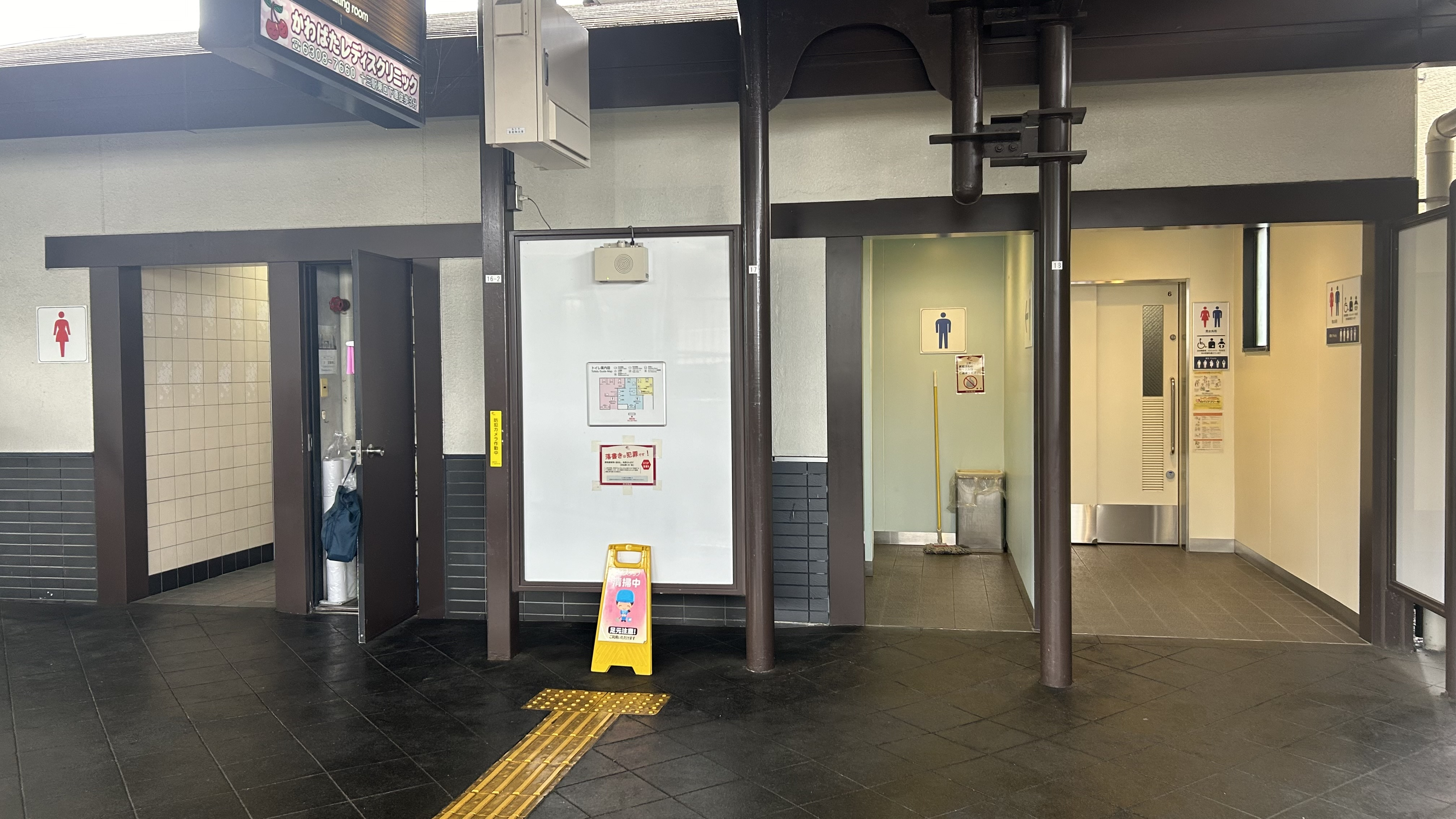
トイレ
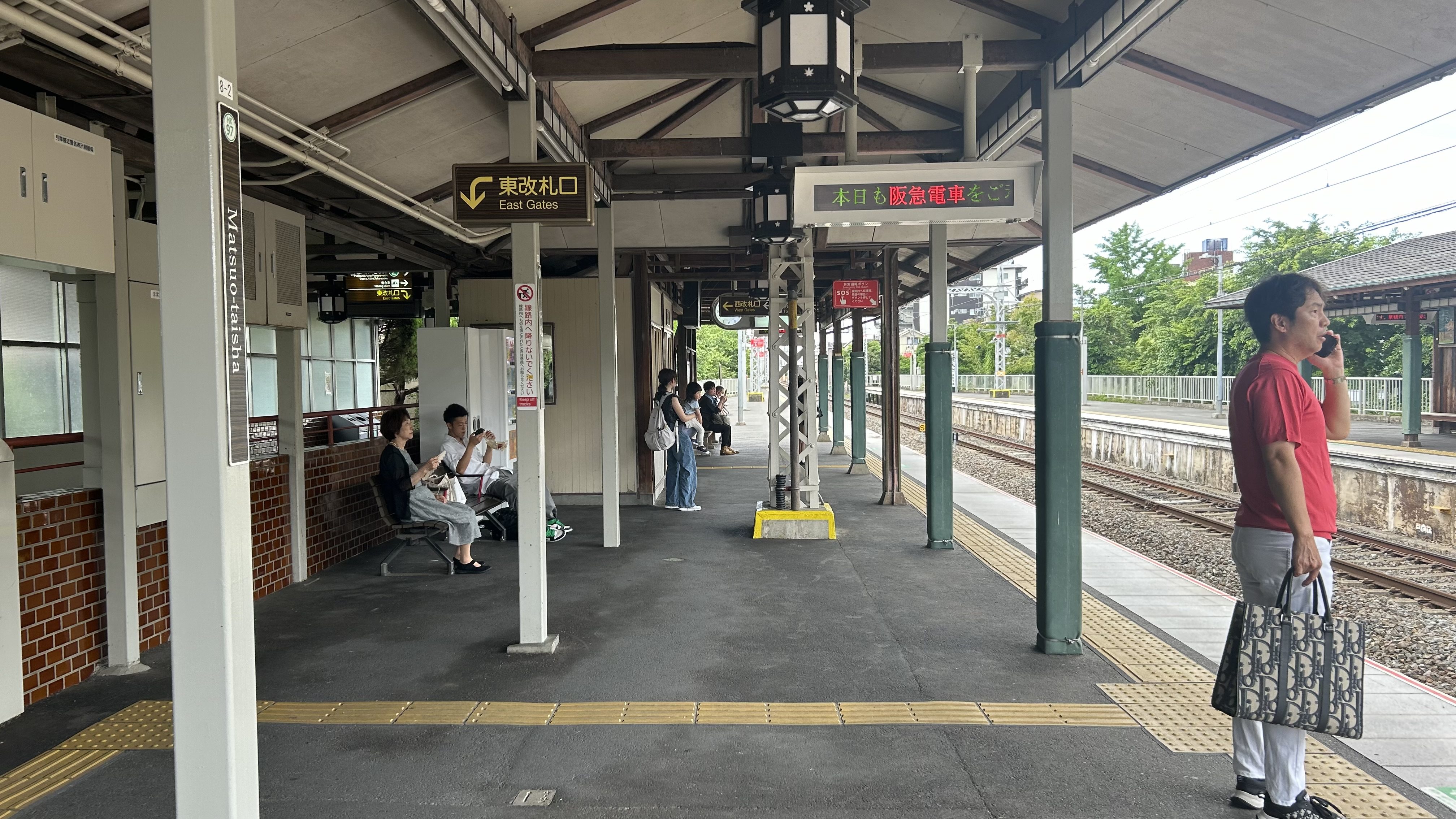
桂方面ホーム
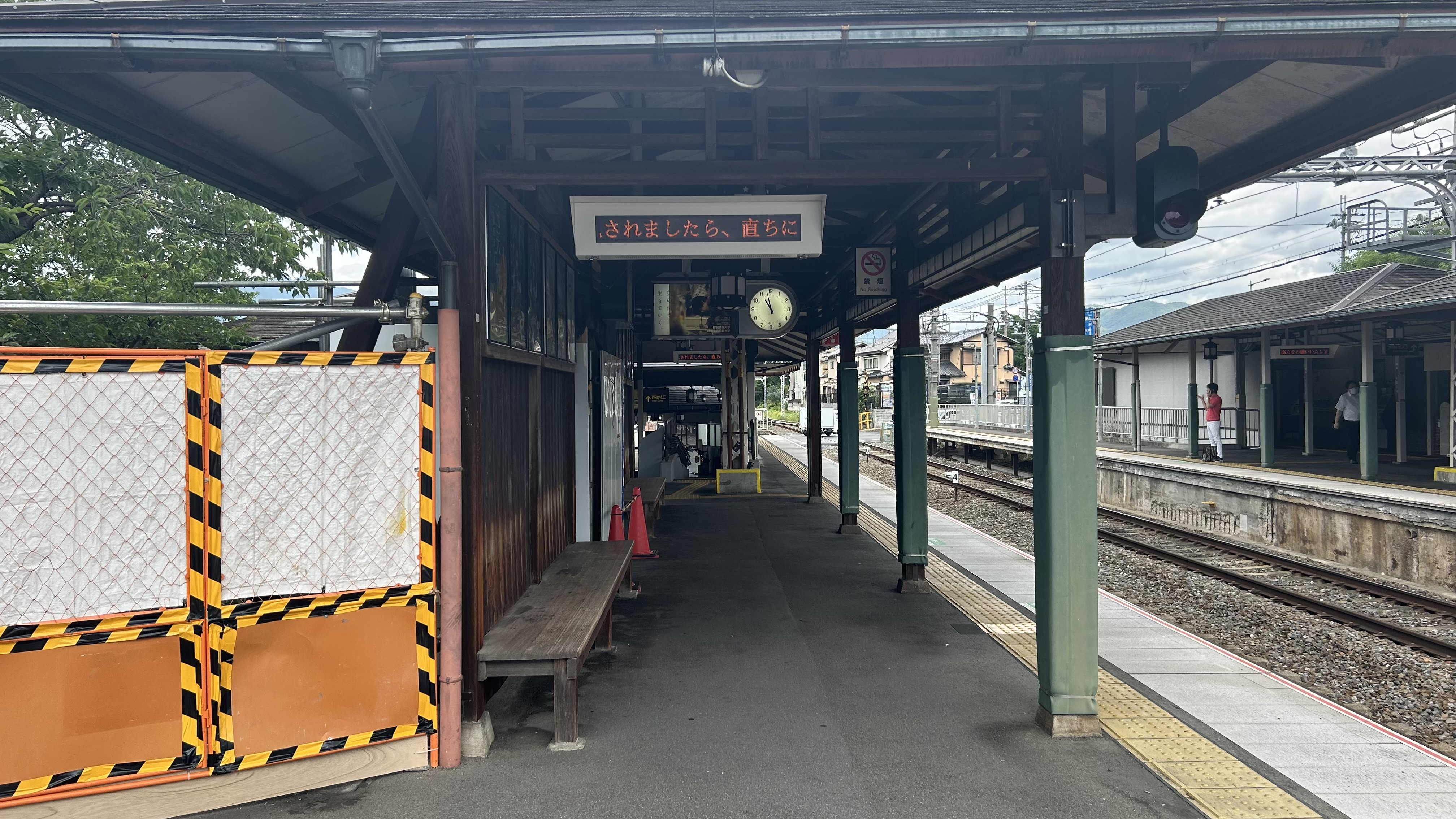
嵐山方面ホーム
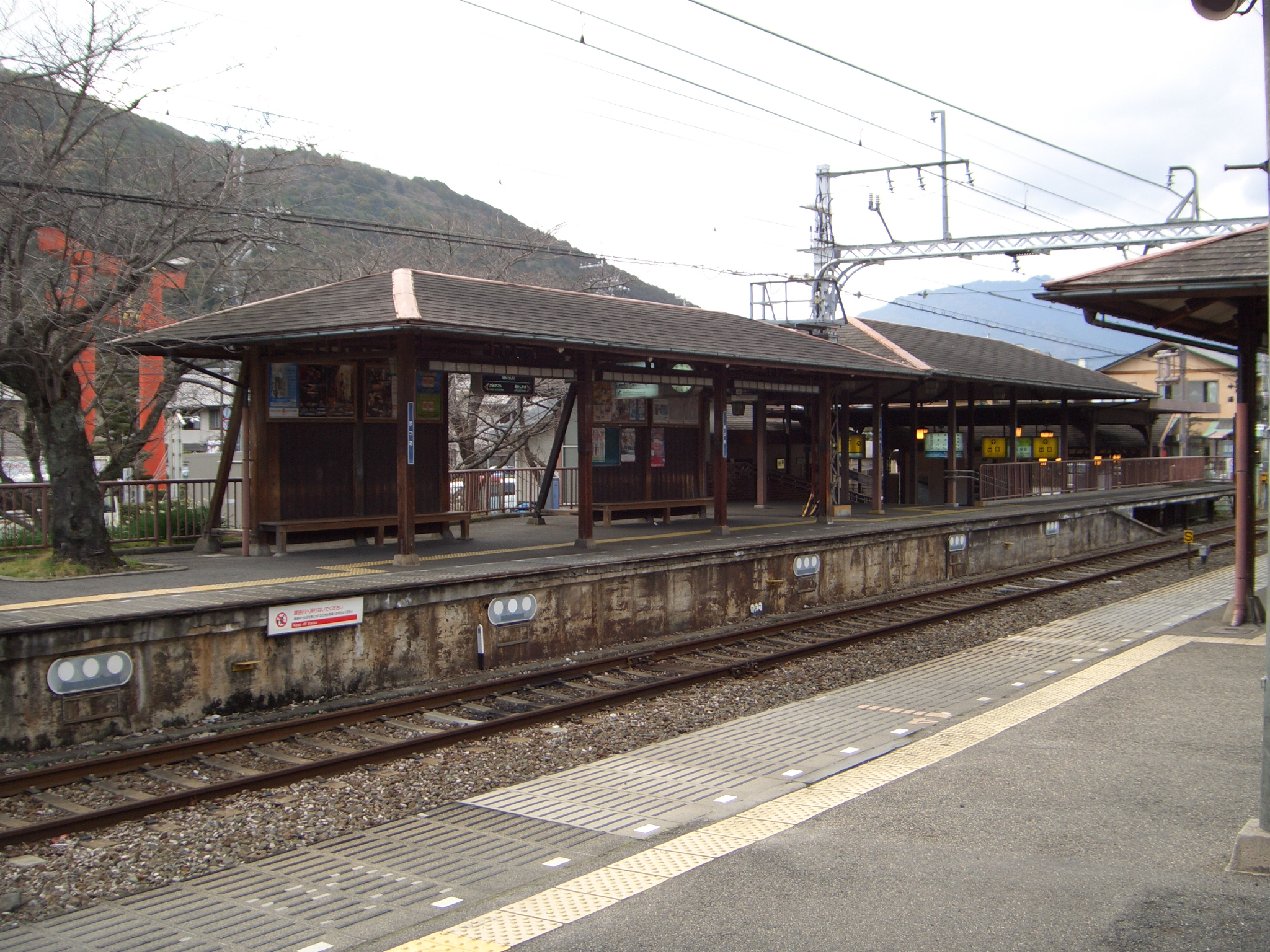
嵐山方面ホームの旅客上屋（2009年3月）
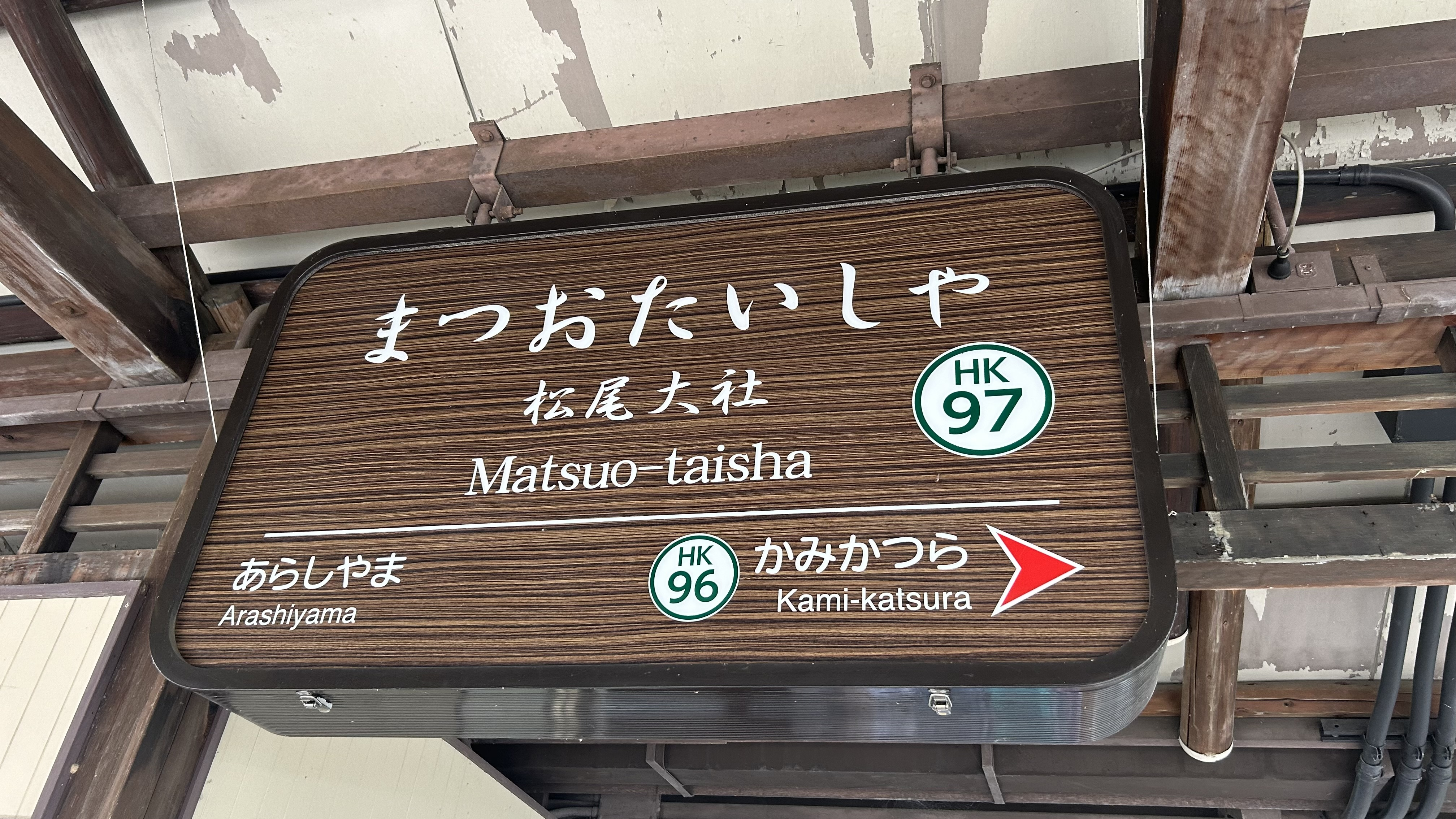
駅名標
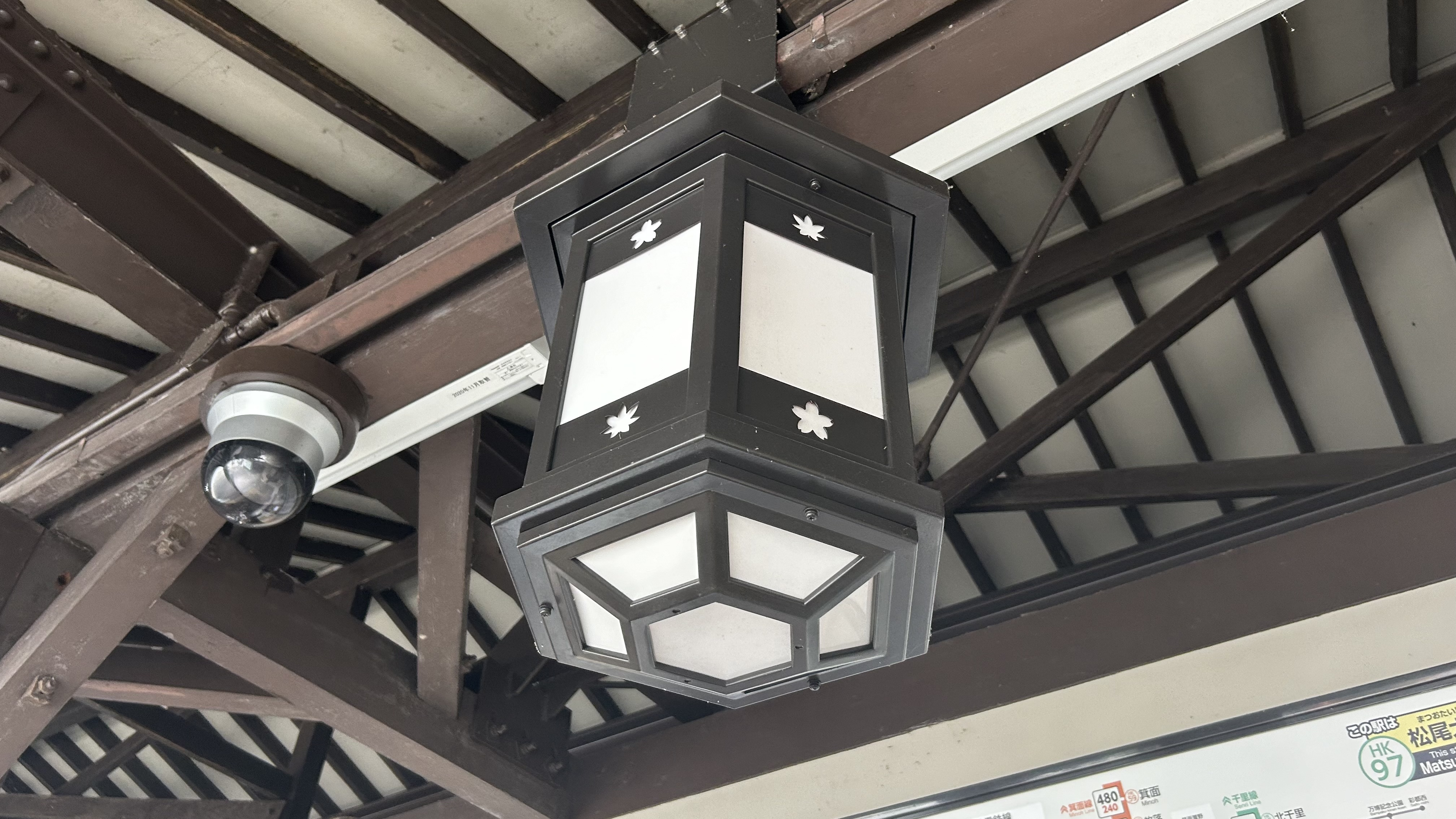
当駅の照明

## 利用状況
2022年（令和4年）の通年平均の乗降人員は4,105人である。阪急全線では第84位。
また、2022年度の1日あたりの乗降人員は約5,285人である（年間1,929千人、京都市統計書より）。

## 駅周辺
京都府道29号宇多野嵐山山田線の現道（旧道）部分が四条通と交わる交差点（松尾大社交差点）のすぐ近くに位置する。当駅のすぐ東は桂川となっており、それを跨ぐ松尾橋が架かっている。松尾大社交差点から西に向かえば松尾大社に至る。その南には月読神社が位置する。
- 梅宮大社
- 西芳寺（苔寺）
- 華厳寺（鈴虫寺）
- 嵐山東公園
- 京都梅津徳丸郵便局
- 京都銀行松尾支店
- 京都朝鮮第二初級学校

## バス路線
「松尾大社前」停留所があり、京都市営バスと京都バスの路線が乗り入れる。

### 京都市営バス
- 28号系統：嵐山 大覚寺行／四条大宮 京都駅行
- 29号系統：国道中山 洛西バスターミナル行／松尾橋 四条烏丸行

### 京都バス
出典：
- 63・73・83系統：苔寺すず虫寺 行
- 63系統：嵐山・太秦広隆寺・映画村・円町駅・二条駅・堀川御池（二条城）・烏丸御池・河原町三条 経由 四条河原町・三条京阪行
- 73系統：嵐山・太秦広隆寺（映画村）・太秦天神川駅前・西大路四条・四条大宮・四条烏丸 経由 京都駅行
- 系統なし：罧原堤防経由 有栖川行
  - 土曜の夜1便のみ運行。嵐山方面は経由しない。

このほか松尾橋東詰の「松尾橋」停留所では、京都市営バスの3・67・71・特71号系統に乗車可能。

## 隣の駅

### 阪急電鉄
■嵐山線
上桂駅 (HK-96) - 松尾大社駅 (HK-97) - 嵐山駅 (HK-98)